# Omer Suljanović
Omer Suljanović (Vienna, 2 aprile 2005) è un cestista austriaco con cittadinanza bosniaca.

## Biografia
È il fratello maggiore di Imran, anche lui cestista.

## Carriera

### Club
Cresciuto nelle giovanili di Stars Vienna, Arkadia Traiskirchen Lions e Vienna Timberwolves, con questi ultimi esordisce a 16 anni nel massimo campionato austriaco. Nel 2022 viene acquistato dalla Pallacanestro Reggiana, con cui gioca nelle giovanili (under 17 e under 19) e esordisce in Serie A, oltre a partecipare nel 2023 al Next Generation Tournament con il Team Belgrado. Il 15 luglio 2024 viene ceduto in prestito all'Assigeco Piacenza in Serie A2. Il 30 maggio del 2025 viene annunciato il suo approdo nella NCAA Division I con l'Università della California a Davis..

### Nazionale
Con l'Austria under 18 ha partecipato agli europei di categoria (Division B) del 2022 e del 2023, mentre con l'Austria under 20 nel 2025 (Division B). Con la nazionale maggiore ha esordito nel 2022 per alcune partite di  qualificazione agli Europei del 2025.

## Statistiche

### Nazionale
| Cronologia completa delle presenze e dei punti in Nazionale - Austria | Cronologia completa delle presenze e dei punti in Nazionale - Austria | Cronologia completa delle presenze e dei punti in Nazionale - Austria | Cronologia completa delle presenze e dei punti in Nazionale - Austria | Cronologia completa delle presenze e dei punti in Nazionale - Austria | Cronologia completa delle presenze e dei punti in Nazionale - Austria | Cronologia completa delle presenze e dei punti in Nazionale - Austria | Cronologia completa delle presenze e dei punti in Nazionale - Austria |
| Data                                                                  | Città                                                                 | In casa                                                               | Risultato                                                             | Ospiti                                                                | Competizione                                                          | Punti                                                                 | Note                                                                  |
| --------------------------------------------------------------------- | --------------------------------------------------------------------- | --------------------------------------------------------------------- | --------------------------------------------------------------------- | --------------------------------------------------------------------- | --------------------------------------------------------------------- | --------------------------------------------------------------------- | --------------------------------------------------------------------- |
| 10/11/2022                                                            | Graz                                                                  | Austria                                                               | 75 - 100                                                              | Croazia                                                               | Qual. Euro 2025                                                       | 2                                                                     | [ 5 ]                                                                 |
| 23/02/2023                                                            | Sosnowiec                                                             | Polonia                                                               | 87 - 72                                                               | Austria                                                               | Qual. Euro 2025                                                       | 6                                                                     | [ 6 ]                                                                 |
| 26/02/2023                                                            | Spalato                                                               | Croazia                                                               | 84 - 74                                                               | Austria                                                               | Qual. Euro 2025                                                       | 2                                                                     | [ 7 ]                                                                 |
| 22/02/2024                                                            | Vienna                                                                | Austria                                                               | 106 - 91                                                              | Armenia                                                               | Qual. Mondiali 2027                                                   | 0                                                                     | [ 8 ]                                                                 |
| 21/11/2024                                                            | Durazzo                                                               | Albania                                                               | 63 - 99                                                               | Austria                                                               | Qual. Mondiali 2027                                                   | 2                                                                     | [ 9 ]                                                                 |
| 24/11/2024                                                            | Erevan                                                                | Armenia                                                               | 80 - 129                                                              | Austria                                                               | Qual. Mondiali 2027                                                   | 7                                                                     | [ 10 ]                                                                |
| 23/02/2025                                                            | Schwechat                                                             | Austria                                                               | 67 - 78                                                               | Albania                                                               | Qual. Mondiali 2027                                                   | 9                                                                     | [ 11 ]                                                                |
| Totale                                                                |                                                                       | Presenze                                                              | 7                                                                     |                                                                       | Punti                                                                 | 28                                                                    |                                                                       |